# 黒いジャガー
『黒いジャガー』（原題: Shaft）は、1971年に公開されたアメリカ合衆国のアクション映画。
犯罪の多発するニューヨークを舞台に、黒人私立探偵ジョン・シャフトが活躍する。1960年代から1970年代にかけて多数製作された、ブラック・パワー・ムービー（黒人パワーを肯定的に捉え、黒人の観客層にアピールする映画）の中でも中心的な評価を受けている作品である。
特に、監督ゴードン・パークスから、主演のリチャード・ラウンドツリー以下スタッフのほとんどを黒人で固めていることも注目される。また、アイザック・ヘイズが作詞作曲した「黒いジャガーのテーマ」が全米1位を記録し、アカデミー歌曲賞を受賞した。
『黒いジャガー/シャフト旋風』、『黒いジャガー/アフリカ作戦』の2本の続編があり、1973年にはTVシリーズも製作されている。

## あらすじ
NYの黒人私立探偵シャフトは、ある日２人組の手荒い訪問を受ける。彼らはハーレムのボス・バンピーの手下だった。バンピーはシャフトに誘拐された娘の救出を依頼する。誘拐が黒人過激組織の仕業だとバンピーから聞かされたシャフトは、旧知の過激組織のボス・ベンと面会する。そこを謎の集団に襲われ、やっとの思いで難を逃れた。娘を誘拐したのは、バンピーがなわばりを荒らしたマフィアの仕業だった。シャフトとベンは、多額の報酬で娘の奪還を請け負い、マフィアのアジトに乗り込んでいく。

## キャスト
- リチャード・ラウンドトゥリー：ジョン・シャフト（英語版）（吹き替え：坂口芳貞）
- モーゼス・ガン：バンピー
- チャールズ・シオフィ：ヴィク
- クリストファー・セント・ジョン：ベン
- ドリュー・バンディーニ・ブラウン
- ローレンス・プレスマン：トム・ハノン軍曹
- アントニオ・ファーガス
- グウェン・ミッチェル：エリー

## スタッフ
- 監督：ゴードン・パークス
- 製作：ジョエル・フリーマン
- 原作：アーネスト・タイディマン
- 脚本：アーネスト・タイディマン、ジョン・D・F・ブラック
- 撮影：アース・ファーラー
- 音楽：アイザック・ヘイズ

## 関連作品
- シャフト (2000) - サミュエル・L・ジャクソン主演のリメイク。
- シャフト（2019）- 上記作品の続編